# Parque nacional Sirmilik
El Parque nacional Sirmilik es un parque nacional situado en la Región Qikiqtaaluk, Nunavut, Canadá. Significa «el lugar de los glaciares» en idioma inuktitut. Sirmilik fue creado en el año 2001 y se encuentra dentro de la cordillera Ártica. 
El parque se divide en tres zonas: la isla Bylot, Oliver Sound y la península Borden. Sus límites, en su mayoría agua, son los siguientes:
- al norte, el estrecho del Lancaster Sound y la bahía de Baffin;
- al este, la bahía de Baffin;
- al oeste, el estrecho Admiralty y el estrecho Elwin;
- al sur, el Pond Inlet y el Eclipse Sound.

## Gallería

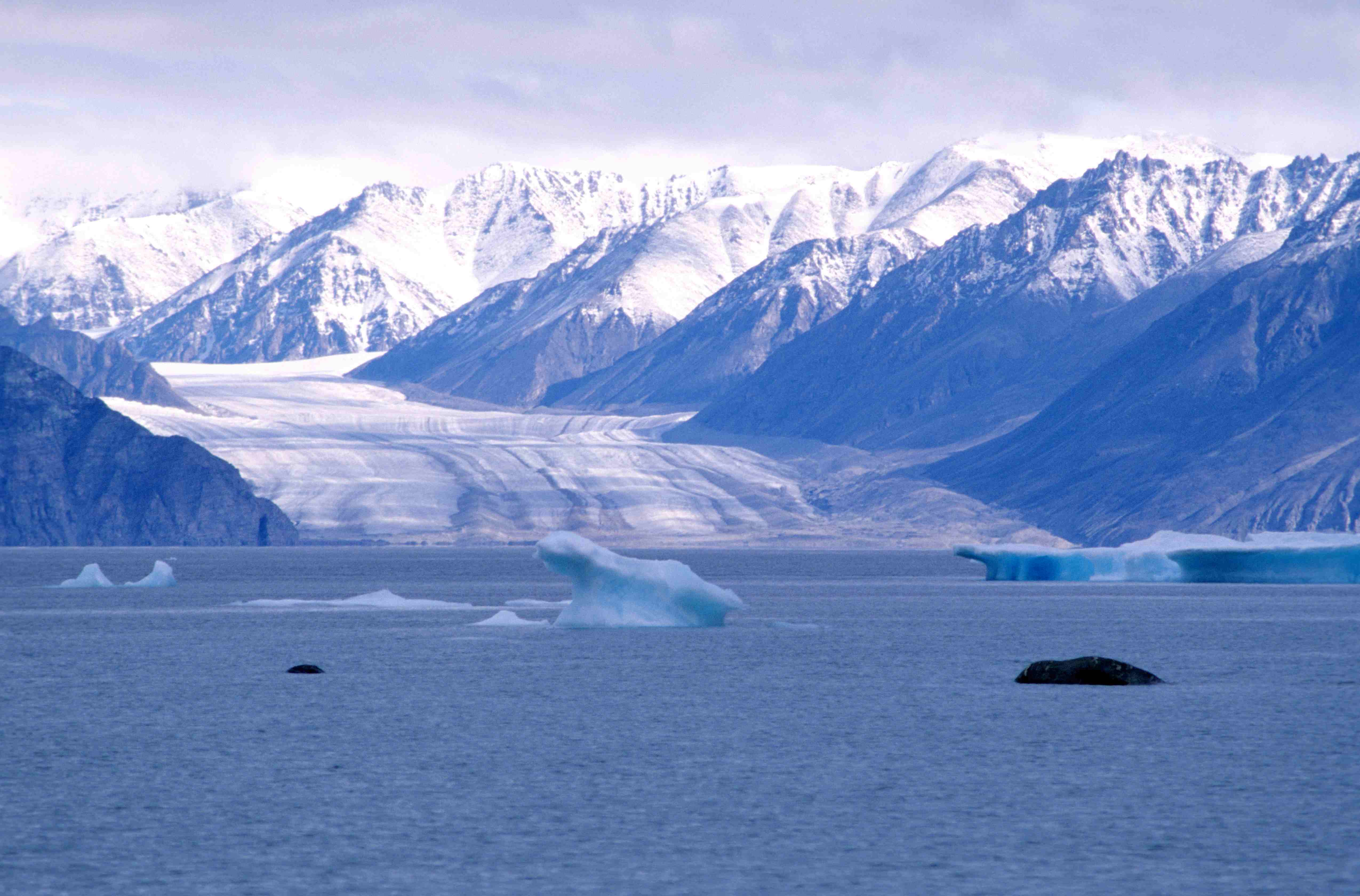
Glaciar  Kaparoqtalik
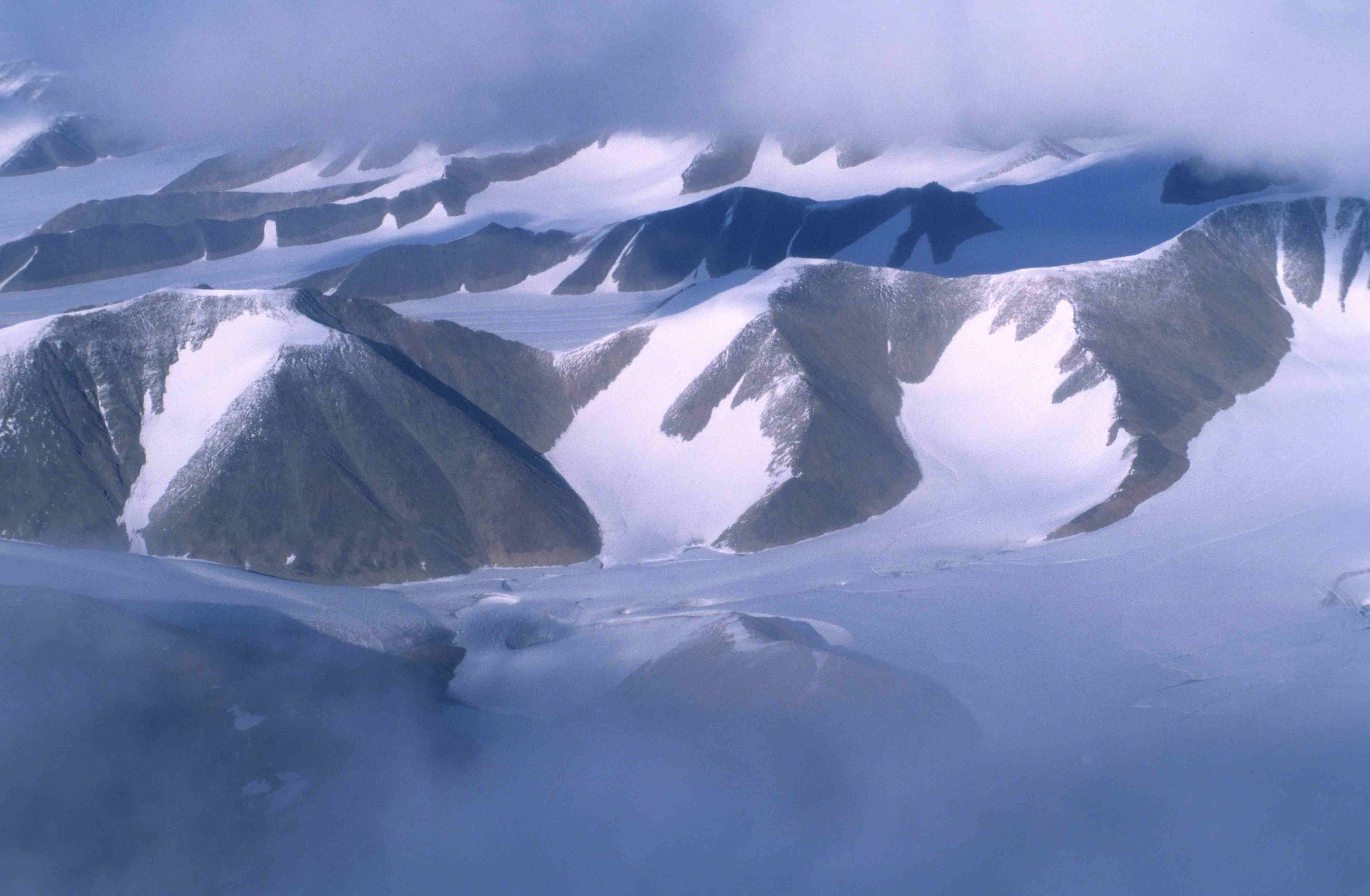
Montañas Byam Martins
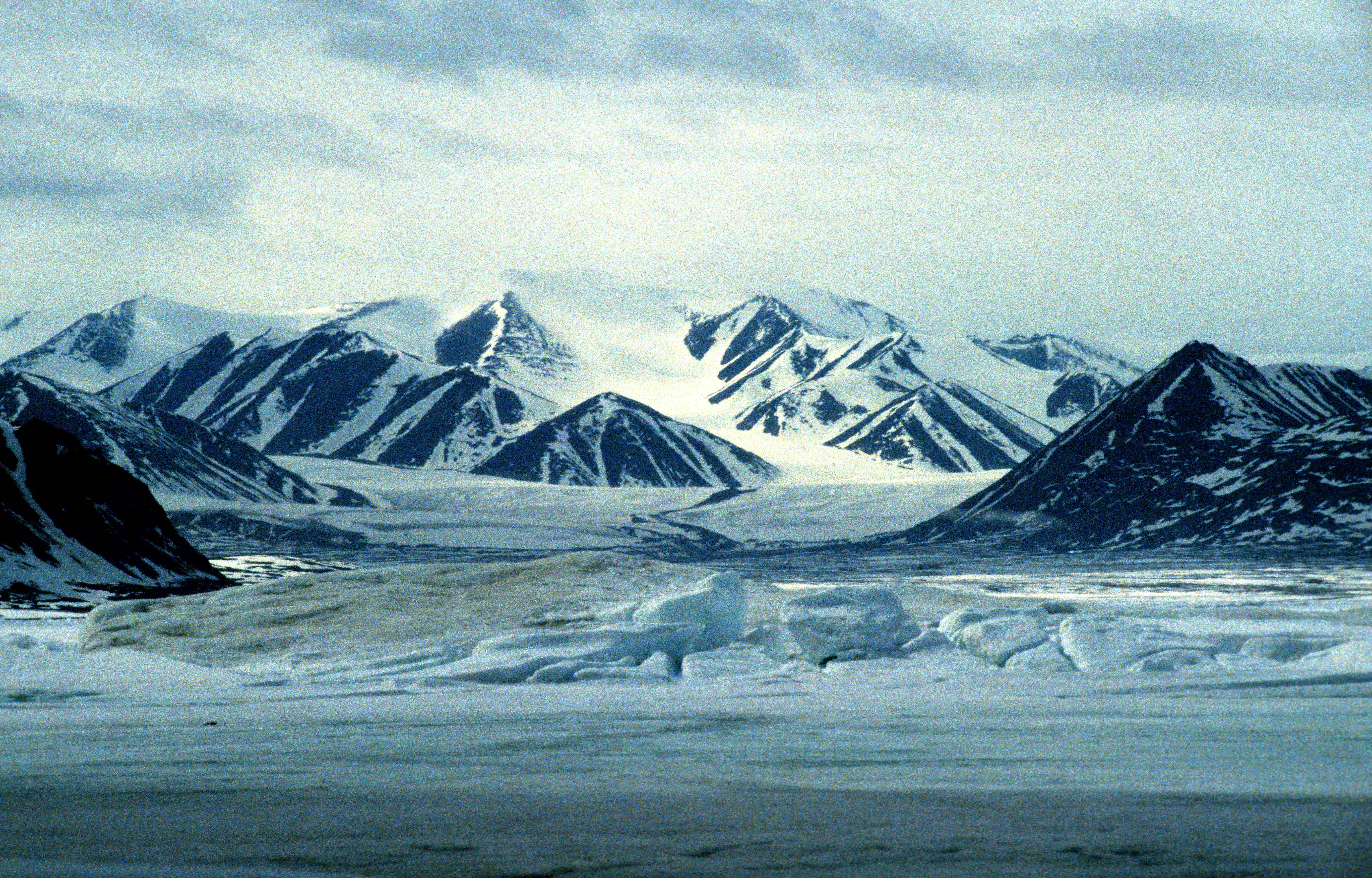
Glaciar sin nombre en isla Bylot
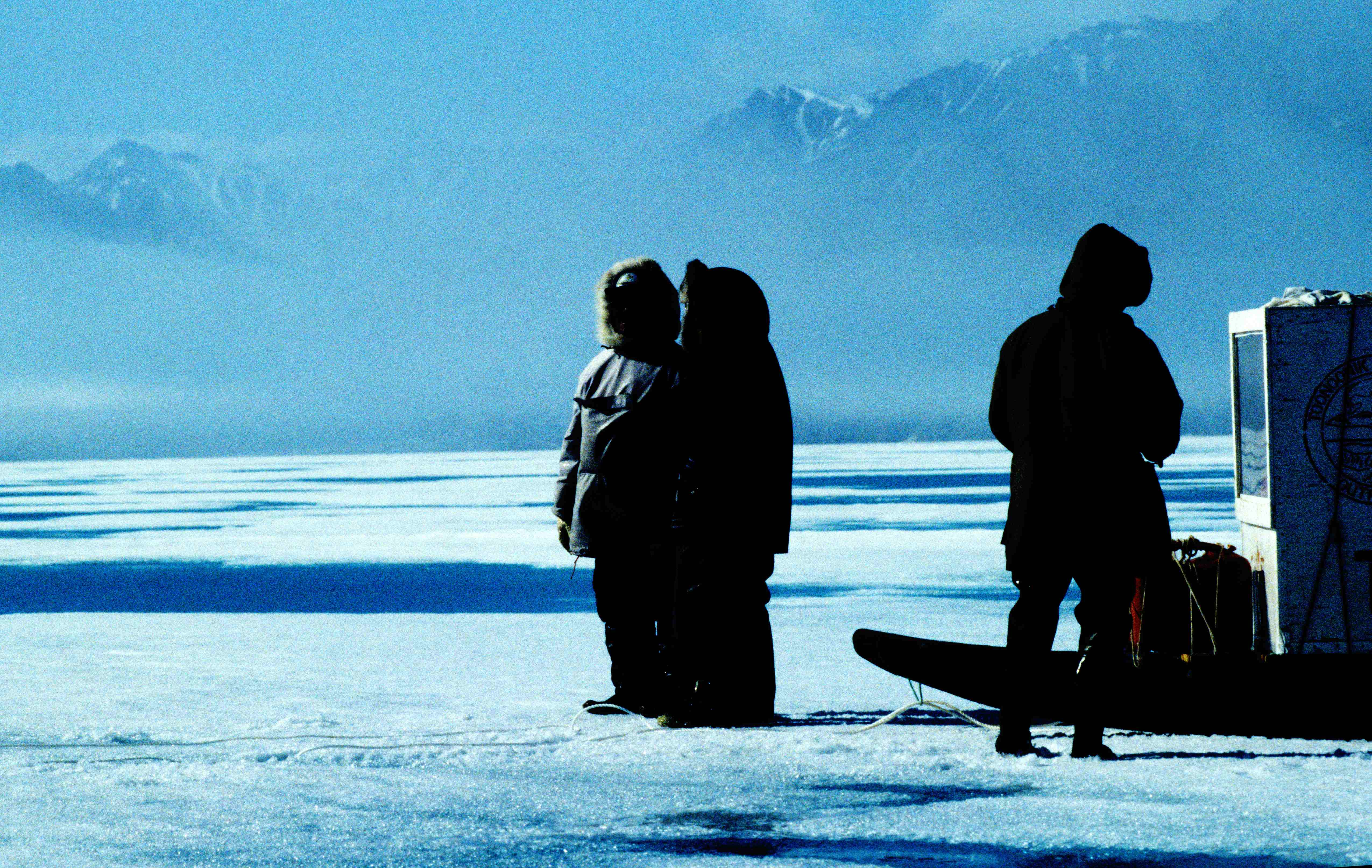
Inuit en el mar frente a isla Bylot
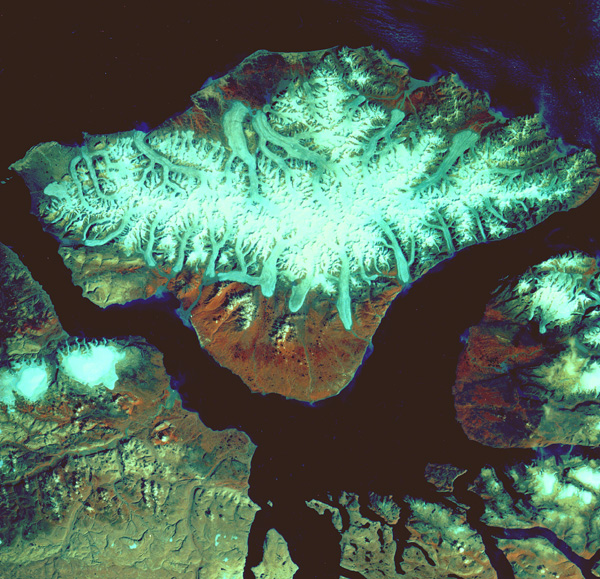
NASA Imagen de satélite de isla Bylot
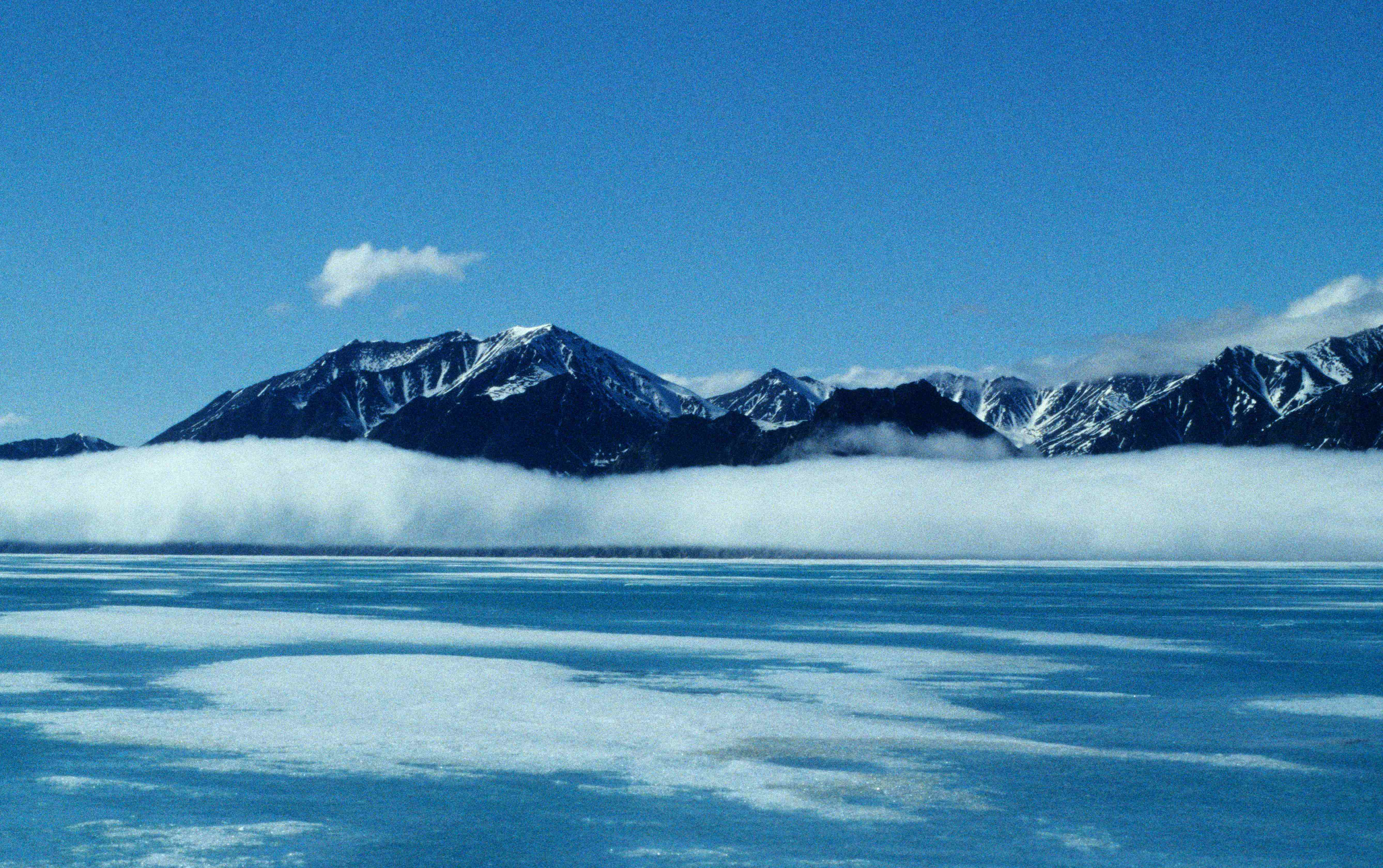
isla Bylot
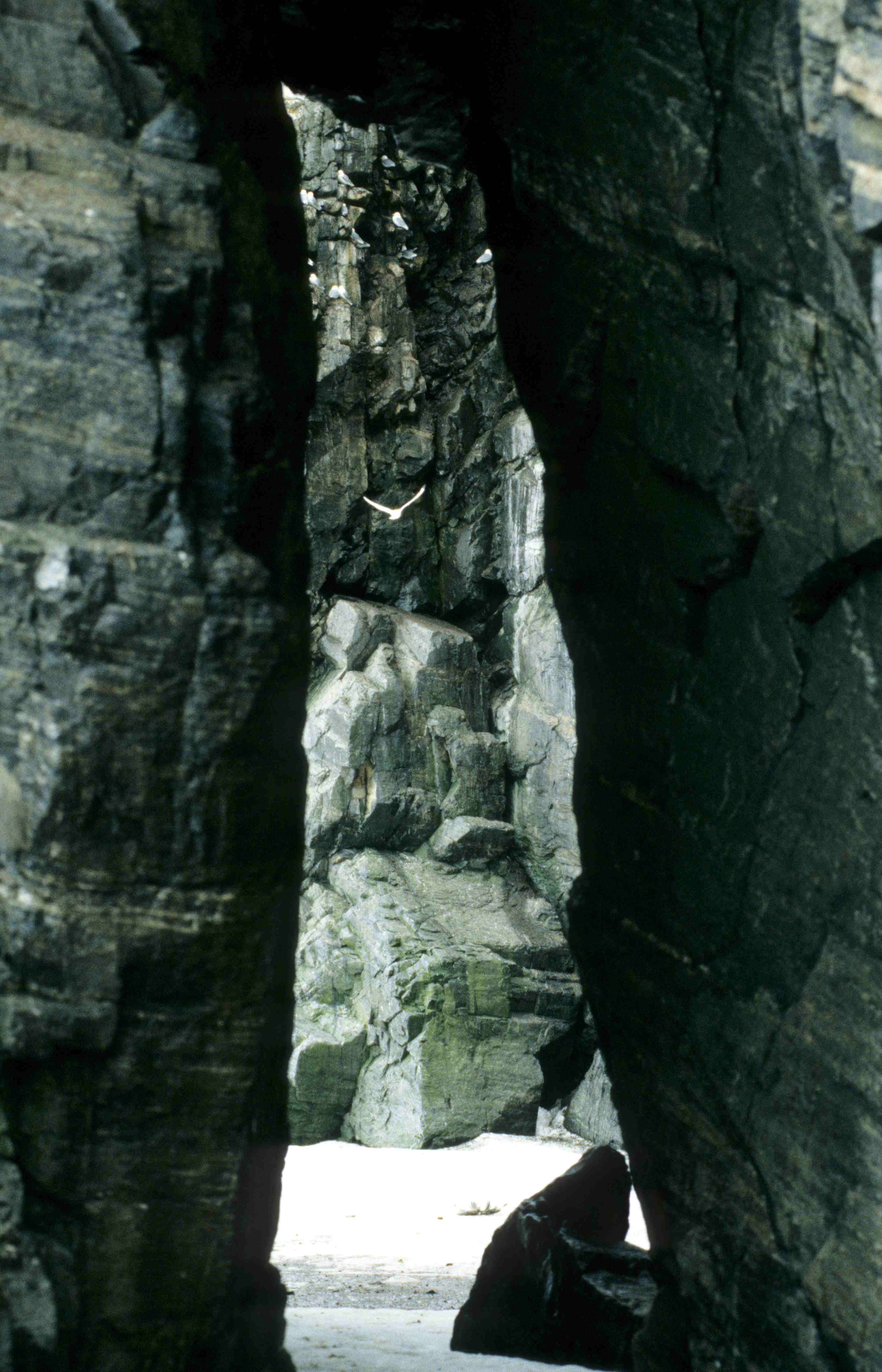
Kittiwake Cape Graham Moore
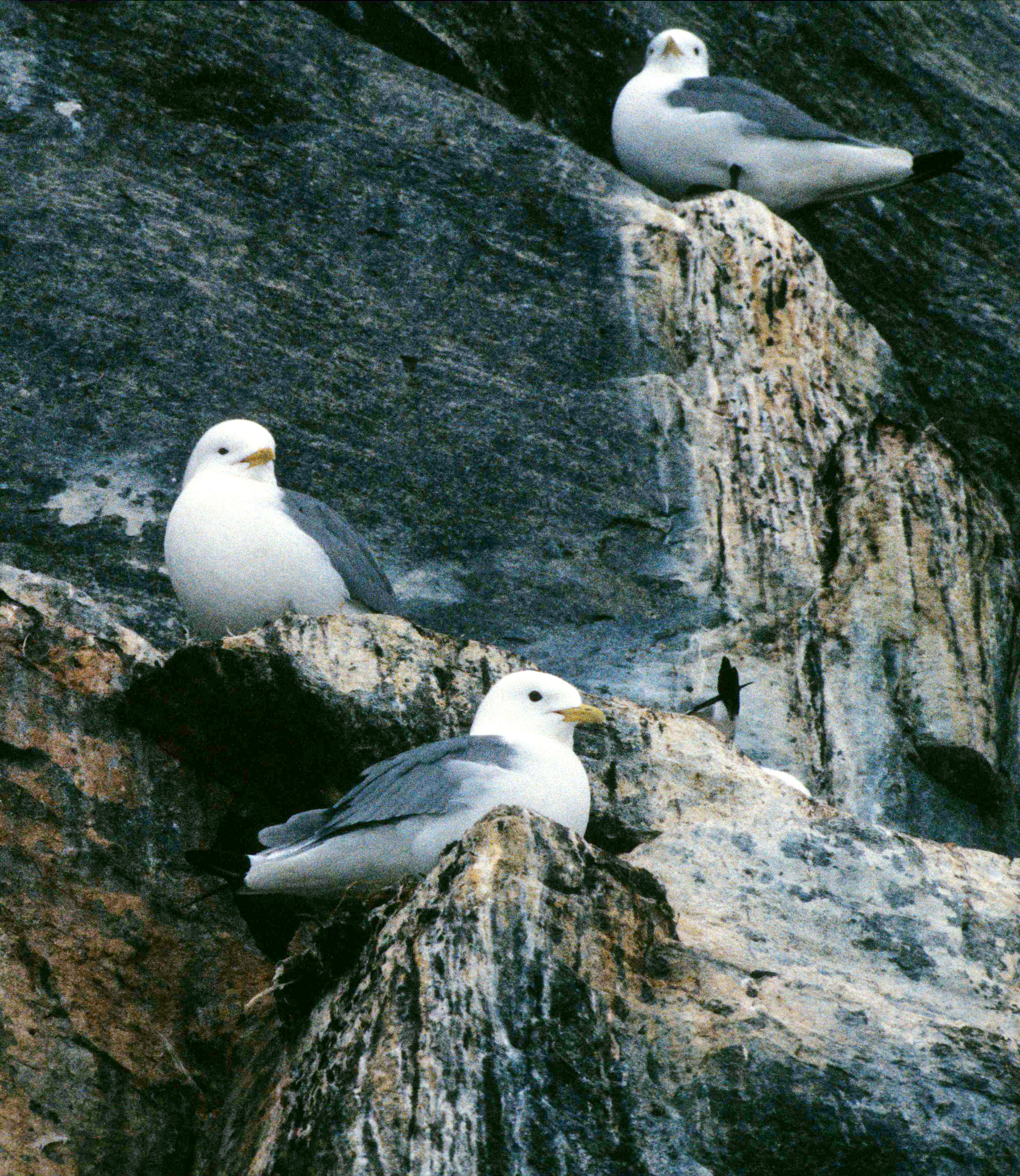
Kittiwakes on the cliffs of Cape Graham Moore